# Alfredo Correia Pacheco
Alfredo Correia Pacheco (Cuiabá, 9 de março de 1897 — ?, ?) foi um jornalista, professor e político brasileiro. Nascido em uma família de políticos tradicionais, Correia Pacheco assumiu seu primeiro cargo na política aos 37 anos, quando exerceu o mandato de deputado federal constituinte pelo Mato Grosso em 1934.
Correia Pacheco, que estudou no Ginásio Salesiano de Cuiabá e na Escola Normal do estado, se graduou como professor em fevereiro de 1914, aos dezessete anos. Anos mais tarde, após colaborar com diversos veículos da imprensa da época, iniciou suas atividades políticas ao participar da campanha da reeleição do presidente estadual Caetano Albuquerque, que acabou sendo vencido pelo Bispo Dom Francisco de Aquino Correia.
Após fundar um jornal chamado A Razão, em 1917, Correia Pacheco precisou se mudar para o Rio de Janeiro, capital do Brasil na época, para servir ao exército do país. Correia Pacheco permaneceu apenas dois anos no regimento militar e, quando voltou a sua cidade natal, já em 1922, foi nomeado Diretor do Grupo Escolar Afonso Pena, um dos grupos encarregados de desenvolver um novo modelo de organização escolar no início da República.
Correia Pacheco ocupou cargos de redator e diretor de um importante veículo da época, o jornal A Notícia; se tornou procurador da Fazenda Municipal; fez carreira como advogado municipal em Campo Grande, capital do estado de Mato Grosso do Sul; se tornou o subchefe de polícia do Estado de Mato Grosso. Antes de ajudar a fundar o Partido Socialista do Mato Grosso, em 1933, no qual foi incluído na chapa e eleito como Deputado da Assembléia Nacional Constituinte, foi nomeado como inspetor de ensino.
Paralelamente à sua vida profissional, Correia Pacheco se casou com Maria Marques de Sampaio Pacheco, com quem não há histórico de ter tido filhos.

## Início de vida

### Nascimento e família
Alfredo Correia Pacheco nasceu no dia 9 de março de 1987, em Cuiabá, no Estado de Mato Grosso. Seus pais eram Vicente Pacheco Pinto de Castro e  Maria da Conceição Correia da Costa Pacheco. Correia Pacheco pertencia a uma família de políticos e, por parte de mãe, era descendente de uma tradicional família mato-grossense. Seu tio, chamado Pedro Celestino Correia da Costa, alternava constantemente entre os cargos de Presidente do Estado e Senador - foi presidente do Mato Grosso (1908-1911), senador (1918-1922), presidente (1922-1926) e novamente senador (1927-1930).
Além de seu tio, Pedro Celestino Correia da Costa, seus primos Mário Correia da Costa e Fernando Correia da Costa ocuparam, respectivamente, cargos de governador do Estado de Mato Grosso (1935-1937) e Senador (1967-1975).

### Educação
Correia Pacheco frequentou o Ginásio Salesiano de Cuiabá e, em 1914, se graduou como professor na Escola Normal do estado. Um ano após se formar, o então professor iniciou sua carreira jornalística, colaborando em jornais da região, A Imprensa, O Revérbero e A Liça. Além de colaborar para jornais da época, Correia Pacheco era professor no Grupo Escolar Costa Marques, em São Luís de Cáceres, que hoje se tornou a cidade de Cáceres, também no Mato Grosso.
Após deixar de lecionar, em 1917, Correia Pacheco iniciou suas participações em atividades políticas ao participar da campanha de reeleição do Presidente Estadual Caetano Albuquerque, que acabou sendo vencido pelo Bispo Dom Francisco de Aquino Correia. No mesmo ano, Correia Pacheco fundou um jornal chamado A Razão, o qual precisou se afastar para servir ao exército do país. Viajou para o Rio de Janeiro, a capital do Brasil na época, e integrou-se ao 1.º Regimento de Infantaria, na Vila Militar do Rio de Janeiro - permanecendo lá até 1919.

## Carreira e vida política
Quando Correia Pacheco voltou ao Mato Grosso, em 1922, o professor foi nomeado como Diretor do Grupo Escolar Afonso Pena, em Três Lagos, por seu tio, Pedro Celestino Correia da Costa, que era o presidente do Estado na época. No mesmo ano, Correia Pacheco se tornou  redator e, posteriormente, diretor do jornal A Notícia. Além disso, o professor foi nomeado como Procurador da Fazenda Municipal, opondo-se, diretamente, aos governos de Artur Bernardes (1922-1926) e Washington Luís (1926-1930).
Em 1927, Correia Pacheco largou os cargos que exercia em Três Corações e mudou-se para Campo Grande, a atual capital do Mato Grosso do Sul. Na cidade, ele prestou serviços como advogado municipal até o ano seguinte. Durante sua passagem pela cidade, o jornalista colaborou para o jornal Correio do Sul, fundou O Imparcial e participou da campanha da Aliança Liberal por meio do jornal A Campanha.
Em 1930, no governo de Antonino Mena Gonçalves, Correia Pacheco foi nomeado como subchefe de polícia do Mato Grosso. No ano seguinte, o professor foi nomeado inspetor de ensino. Porém, após a Revolução Constitucionalista de São Paulo, que também repercutiu em Mato Grosso, Correia Pacheco se tornou novamente subchefe de polícia. Apesar de ter sido preso, Correia Pacheco fugiu de Campo Grande e se mudar para Aquidauana. Na cidade, ele organizou um batalhão de cidadãos, que fez parte do movimento de outubro de 1932.

### As eleições de 1933
Em 1933, Correia Pacheco era Diretor do jornal A República e participava da fundação do Partido Liberal Mato-Grossence. A comissão do partido, decidiu incluí-lo na chapa indicada pela organização. Em maio do mesmo ano, Correia Pacheco foi eleito como Deputado da Assembléia Nacional Constituinte. Mas as eleições de 1933 foram complexas - no dia 3 de maio de 1933, ano seguinte a instalação do Tribunal Regional Eleitoral de Mato Grosso, em 11 de novembro de 1932, pelo Decreto 21.076, foram realizadas eleições para a Constituinte no Brasil. Apesar da decisão valer para todo o território nacional, em Mato Grosso e Santa Catarina, as eleições foram anuladas e, consequentemente, remarcadas.
Na primeira eleição, o Partido Constitucionalista de Mato Grosso, o Partido Liberal Mato-Grossense e a Liga Eleitoral Católica concorreram. Porém, na véspera da eleição, o Governo Provisório invalidou os direitos políticos do Partido Constitucionalista - a partir da decisão, os votos atribuídos aos candidatos do partido foram considerados nulos. Com a derrubada do Partido Constitucionalista, a vitória foi dos candidatos do Partido Liberal Mato-Grossense, entre eles Alfredo Corrêa Pacheco, eleito com com 3.864 votos.
Frente ao acontecimento, o partido Constitucionalista do Mato Grosso entrou com um recurso no Tribunal Superior Eleitoral contra expedição dos diplomas dos candidatos eleitos. Devido a isso, as eleições do dia 3 de maio, a qual elegeu Alfredo Correia Pacheco, foram anuladas sob a justificativa de desrespeito do princípio da representação de minorias. Nos Estados nos quais a primeira eleição tivesse sido anulado, como era o caso do Mato Grosso, o governo central remarcou uma nova data, dia 17 de setembro de 1933.
Na segunda eleição, devido à invalidação dos direitos do Partido Constitucionalista, concorreram apenas dois partidos: o Partido Constitucionalista de Mato Grosso e o Partido Liberal Mato-Grossense. Apesar da eleição ter sido realizada dia 17 de setembro e a contagem de votos ter início na manhã do dia 18 do mesmo mês, a apuração do resultado demorou exatamente 22 dias. No dia 9 de outubro, foram considerados eleitos sob a legenda do Partido Liberal Mato-Grossense, além de Alfredo Correia Pacheco, os políticos Generoso Ponce Filho e Francisco Vilanova.
Apesar de ter assumido seu mandato apenas em novembro seguinte, Correia Pacheco participou dos trabalhos constituintes e, inclusive, apresentou emendas envolvendo a laicidade do Estado, ao divórcio e à unidade da Justiça. Além dos seus projetos de leis, Correia Pacheco se opôs fortemente ao texto da Constituição promulgado em 16 de julho de 1934. Após recusar-se a assinar o documento, ele concluiu seu mandato em abril do ano seguinte. Apesar da influência familiar, e dos anos na Assembléia Nacional Constituinte, Correia Pacheco não retornou às atividades parlamentares depois do término do seu mandato.